# Colstrip
Colstrip è una città degli Stati Uniti d'America situata nel Montana, nella Contea di Rosebud.